# Emotion

Robert Plutchiks Rad der Emotionen

Emotion oder Gemütsbewegung bezeichnet eine psychophysische Bewegtheit, die durch die bewusste oder unbewusste Wahrnehmung eines Ereignisses oder einer Situation ausgelöst wird.
Die Emotion oder der Affekt ist als Gefühlsregung vom Fühlen oder dem Gefühl zu unterscheiden. Der Begriff des Gefühls ist der allgemeinere Begriff, der die unterschiedlichsten psychischen Erfahrungen mit einbezieht, wie z. B. Eifersucht, Stolz, Unsicherheit, Begeisterung und Melancholie. Im Unterschied dazu hat sich im Sprachgebrauch die Bezeichnung eines „großen Gefühls“ als Emotion durchgesetzt und benennt damit eine deutlich wahrnehmbare physische Veränderung von Muskulatur, Herzschlag, Atmung usw., die mit Messungen neurophysiologischer Parameter nachweisbar sind.
Unter Wissenschaftlern ist noch strittig, ob es Muster physiologischer Veränderungen gibt, die eine eindeutige Diagnose einer Emotion ermöglichen. Mittlerweile wird von mehreren Forschern von „Basisemotionen“ gesprochen, um zu bezeichnen, dass es sehr wohl grundlegende ganzkörperliche Programme (hirnphysiologisch, hormonell, muskulär) gibt.
Eine Emotion
- ist verhaltenssteuernd,
- variiert in der Ausprägung mit der Bedeutsamkeit der Situation,
- besteht in einer spezifischen körperlichen Aktivierung, die der Situationsanpassung dient,
- ist verortbar vor allem im limbischen System,
- wird spürbar vor allem als Muskelaktivität,
- ist messbar in der Ausschüttung unterschiedlicher Neurotransmitter (Serotonin, Adrenalin, Oxytocin usw.),
- kann bewusst wahrgenommen werden und, im Unterschied zum Affekt, beeinflusst werden.

Emotionalität und das Adjektiv emotional sind Sammelbegriffe für individuelle Eigenarten des Gefühlslebens, der Affektsteuerung und des Umgangs mit einer Gemütsbewegung.

## Etymologie
Das Fremdwort Emotion benennt ein Gefühl, eine Gemütsbewegung und seelische Erregung. Das deutsche Wort ist dem gleichbedeutenden französischen émotion entlehnt, das zu émouvoir (deutsch bewegen, erregen) gehört. Dieses Wort entstammt dem lateinischen emovere (deutsch herausbewegen, emporwühlen), das auch im Wort Lokomotive enthalten ist. Für den sprachlichen Ausdruck von Emotionen prägte der Schweizer Philosoph Anton Marty den Begriff Emotive (lateinisch e-motus für deutsch herausbewegt, erschüttert). Hierzu zählen beispielsweise ein Ausruf, ein Wunsch oder ein Befehlssatz.

## Geschichte des Gefühlsbegriffs
Bereits im Altertum bezeichneten die Philosophen Aristippos von Kyrene (435–366 v. Chr.) und Epikur (341–270 v. Chr.) „Lust“ oder (je nach Übersetzung Epikurs) auch „Freude“, „Vergnügen“ (hêdonê) als wesentliches Charakteristikum des Fühlens. Als „unklare Erkenntnisse“ und vernunftlose und naturwidrige Gemütsbewegungen wurden die Gefühle von den Stoikern (etwa 350–258) bestimmt; das Lustprinzip der Epikureer wird in Frage gestellt. Die ältere Philosophie und Psychologie behandelte das Thema Emotionen und Gefühle vorzugsweise unter dem Begriff der „Affekte“ (lateinisch affectus: Zustand des Gemüts, griechisch: pathos; vgl. Affekt) bzw. auch der „Leidenschaften“ und hier vor allem unter dem Gesichtspunkt der Ethik und Lebensbewältigung. „Die Bestimmung des Begriffs der Affekte hat vielfach geschwankt. Bald sind die Affekte enger nur als Gemütsbewegungen gefasst worden, bald sind sie weiter auch als Willensvorgänge gedacht, bald sind sie als vorübergehende Zustände, bald auch als dauernde Zustände definiert und dann mit den Leidenschaften vermischt worden.“ (Friedrich Kirchner, 1848–1900). Für die Kyrenaiker (4. Jahrhundert v. Chr.) waren zwei Affekte wesentlich: Unlust und Lust (ponos und hêdonê). Auch Aristoteles (384–322) verstand unter Affekten seelisches Erleben, dessen wesentliche Kennzeichen Lust und Unlust sind.
René Descartes (1596–1650) unterschied sechs Grundaffekte: Liebe, Hass, Verlangen, Freude, Traurigkeit, Bewunderung. Für Spinoza (1632–1677) waren es dagegen drei Grundaffekte: Freude, Traurigkeit und Verlangen. Auch Immanuel Kant (1724–1804) sah das Fühlen als seelisches Grundvermögen der Lust und Unlust: „Denn alle Seelenvermögen oder Fähigkeiten können auf die drei zurückgeführt werden, welche sich nicht ferner aus einem gemeinschaftlichen Grunde ableiten lassen: das Erkenntnisvermögen, das Gefühl der Lust und Unlust und das Begehrungsvermögen“.
Friedrich Nietzsche (1844–1900) trennte nicht zwischen emotionalem und kognitivem Aspekt: „Hinter den Gefühlen stehen Urteile und Wertschätzungen, welche in der Form von Gefühlen (Neigungen, Abneigungen) uns vererbt sind.“
Ein viel beachteter Versuch der Gegenwart war die mehrgliedrige Begründung der wesentlichen Faktoren des Gefühls von Wilhelm Wundt (1832–1920) durch sein System zur Beschreibung der Emotionen in drei Dimensionen Lust / Unlust, Erregung / Beruhigung, Spannung / Lösung. Ein anderer, einflussreicher Erklärungsversuch stammt von dem amerikanischen Psychologen und Philosophen William James (1842–1910). James glaubte, ohne körperliche Reaktionen entstünden Gefühle bzw. Emotionen gar nicht erst (ideomotorische Hypothese). Emotionen sind für ihn nichts anderes als das Empfinden körperlicher Veränderungen. Nach James weinen wir nicht, weil wir traurig sind, sondern wir sind traurig, weil wir weinen; wir laufen nicht vor dem Bären weg, weil wir uns fürchten, sondern wir fürchten uns, weil wir weglaufen.

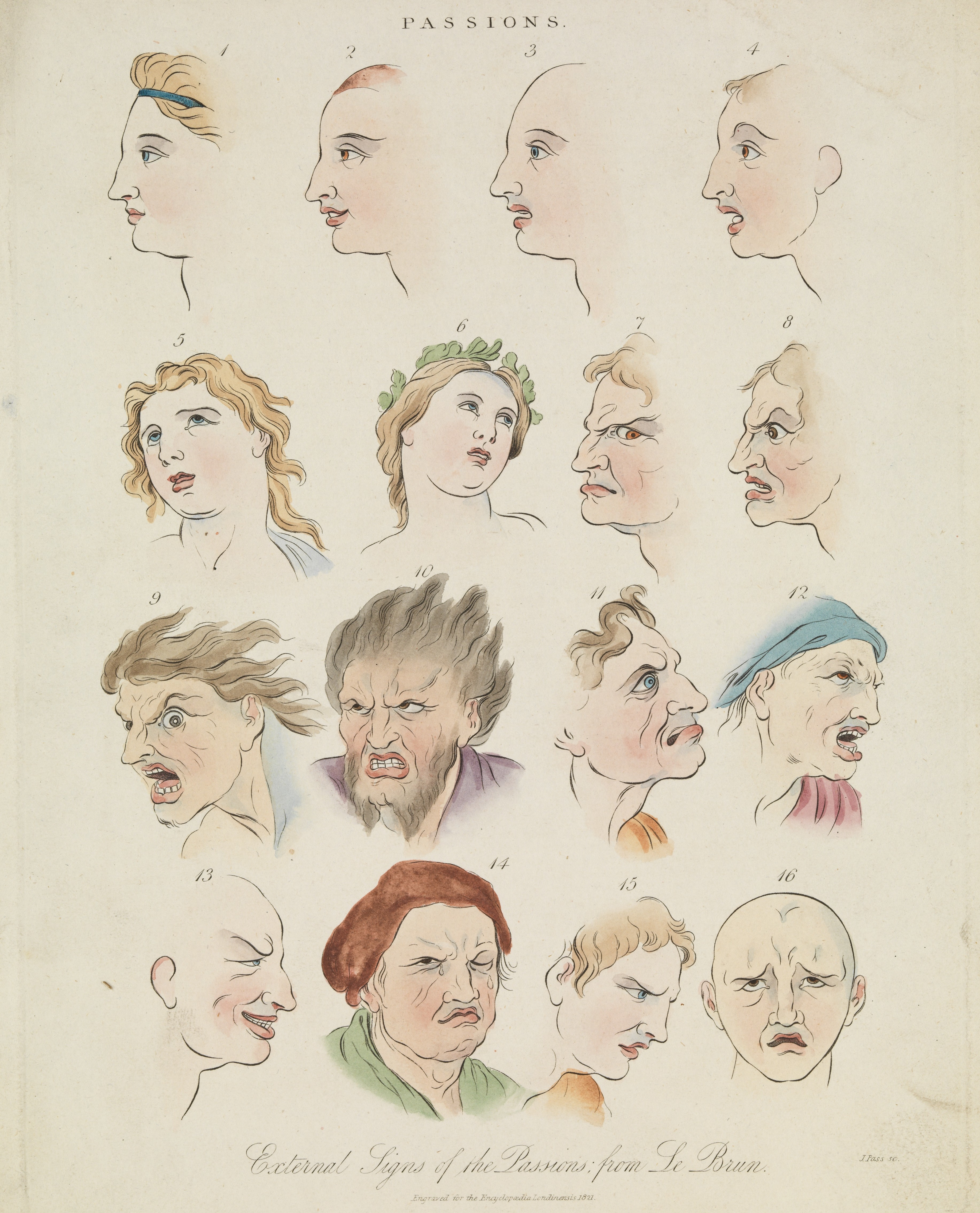
Sechzehn Gesichter, die den leidenschaftsfarbenen Stich von J. Pass, 1821, nach Charles Le Brun, ausdrücken

Psychologen wie Hermann Ebbinghaus (1850–1909) und Oswald Külpe (1862–1915) vertraten das eindimensionale Modell aus Lust und Unlust. Der Psychologe Philipp Lersch (1898–1972) argumentierte dagegen: „Dass dieser Gesichtspunkt zur Banalität wird, wenn wir ihn etwa auf das Phänomen der künstlerischen Ergriffenheit anwenden, liegt auf der Hand. Die künstlerische Ergriffenheit wäre dann ebenso ein Gefühl der Lust wie das Vergnügen am Kartenspiel oder der Genuss eines guten Glases Wein. Andererseits würden Regungen wie Ärger und Reue in den einen Topf der Unlustgefühle geworfen. Beim religiösen Gefühl aber – ebenso bei Gefühlen wie Achtung und Verehrung – wird die Bestimmung nach Lust und Unlust überhaupt unmöglich.“
Franz Brentano (1838–1917) nahm an, die Zuordnung von Gefühl und Objekt sei nicht kontingent, sondern könne richtig sein („als richtig erkannte Liebe“). Ähnlich sahen Max Scheler (1874–1928) und Nicolai Hartmann (1852–1950) Gefühle im sogenannten „Wertfühlen“ als zutreffende Charakterisierungen von Werterfahrungen an (vgl. „Materiale Wertethik“, „Werte als ideales Ansichsein“).
Auch für Sigmund Freud (1856–1939) sind Gefühle im Wesentlichen gleichzusetzen mit Lust und Unlust („Lust-Unlust-Prinzip“), mit der Variante, dass jede Lustempfindung im Kern sexuell ist. Freud war der Meinung: „Es ist einfach das Programm des Lustprinzips, das den Lebenszweck setzt – an seiner Zweckdienlichkeit kann kein Zweifel sein, und doch ist sein Programm im Hader mit der ganzen Welt.“
Carl Gustav Jung (1875–1961) betonte ebenfalls die Rolle von Lust und Unlust, bezweifelte jedoch, dass jemals eine Definition „in der Lage sein wird, das Spezifische des Gefühls in einer nur einigermaßen genügenden Weise wiederzugeben“. Der amerikanische Hirnforscher António Damásio (geboren 1944) definiert Gefühle und Emotionen vorwiegend kognitiv und als Körperzustände: „Zusammenfassend lässt sich feststellen, dass das Gefühl sich zusammensetzt aus einem geistigen Bewertungsprozess, der einfach oder komplex sein kann, und dispositionellen Reaktionen auf diesen Prozess“ (…). – „Nach meiner Ansicht liegt das Wesen des Gefühls in zahlreichen Veränderungen von Körperzuständen, die in unzähligen Organen durch Nervenendigungen hervorgerufen werden.“
In der Gegenwart ist die Situation hinsichtlich des Gefühls- und Emotionsbegriffs eher unübersichtlich: Zahlreiche Ansätze versuchen, Charakter und Gesetzmäßigkeiten des Fühlens zu bestimmen, allerdings ohne eine Übereinkunft zu erzielen: z. B. Marañón (1924), Walter Cannon (1927), Woodworth (1938), Schlosberg (1954), Schachter und Singer (1962), Valins (1966), Burns und Beier (1973), Graham (1975), Marshall u. Philip Zimbardo (1979), Rosenthal (1979), Schmidt-Atzert (1981), Lange (1998). Der amerikanische Philosoph Robert C. Solomon stellte angesichts der Verschiedenartigkeit der Deutungen fest: „Was ist ein Gefühl? Man sollte vermuten, dass die Wissenschaft darauf längst eine Antwort gefunden hat, aber dem ist nicht so, wie die umfangreiche psychologische Fachliteratur zum Thema zeigt.“
Antonio Damasio unterscheidet deutlich zwischen „Emotion“ und „Gefühl“. Er hat die beiden Schlüsselbegriffe vor dem Hintergrund der modernen Neurobiologie wie folgt definiert: "Emotionen sind komplexe, größtenteils automatisch ablaufende, von der Evolution gestaltete Programme für Handlungen. Ergänzt werden diese Handlungen durch ein kognitives Programm, zu dem bestimmte Gedanken und Kognitionsformen gehören; die Welt der Emotionen besteht aber vorwiegend aus Vorgängen, die in unserem Körper ablaufen, von Gesichtsausdruck und Körperhaltung bis zu Veränderungen in inneren Organen und innerem Milieu.
Gefühle von Emotionen dagegen sind zusammengesetzte Wahrnehmung dessen, was in unserem Körper und unserem Geist abläuft, wenn wir Emotionen haben. Was den Körper betrifft, so sind Gefühle nicht die Abläufe selbst, sondern Bilder von Abläufen; die Welt der Gefühle ist eine Welt der Wahrnehmungen, die in den Gehirnkarten ausgedrückt werden."
Neue Ansätze, die Forschungsergebnisse aus den Neurowissenschaften wie auch der künstlichen Intelligenz berücksichtigen, sehen Emotionen als „Modulatoren“ und versuchen diese genauer zu beschreiben.

## Abgrenzungen
"Eine präzise wissenschaftliche Definition für den Begriff „Emotion“ gibt es nicht. Zum einen bemühen sich Philosophie und Psychologie um den Begriff, zum anderen auch die Neurowissenschaften. Die Neurowissenschaften befassen sich mit den efferenten somatischen und vegetativen Reaktionen eines Organismus auf Emotionen, während sonst die affektiven Aspekte im Vordergrund stehen, negative oder positive Zustände von Angst und Furcht bis zu Liebe und Glück.
Im Gegensatz zum Gefühl sind Emotionen als ein Affekt – vom agierenden Individuum aus gesehen – meist nach außen gerichtet. Der Begriff Affekt betrifft im deutschen Sprachgebiet eine oftmals mit einem Verlust der Handlungskontrolle einhergehende kurzfristige emotionale Reaktion. Trotz der Erregung behält eine emotionale Reaktion die Substanz einer Handlungsweise.
Im Vergleich zu Stimmungen sind Emotionen zeitlich relativ kurz und intensiv. Während Stimmungen vielfach unbemerkt auf Bedürfnissen beruhen, kommen bei Emotionen die jeweiligen Auslöser stärker zum Zuge. Während Emotionen sich auf Personen beziehen können, zum Beispiel Wut oder Trauer, kann einer Stimmung der Bezug auf Personen vollkommen fehlen, so im Falle einer Melancholie.

Gleichermaßen sind Gefühle, Emotionen, Stimmungen ein Teil zwischenmenschlicher Kommunikation, aber auch nonverbaler Kommunikation. Sie begleiten im Wahrnehmen das Erkennen, z. B. im Fühlen einer Evidenz. Auch die Intuition, der zunächst noch Erkenntnisschritte fehlen, beruht im Wesentlichen auf einem gefühlsmäßigen oder emotionalen Erfassen."

## Klassifikation

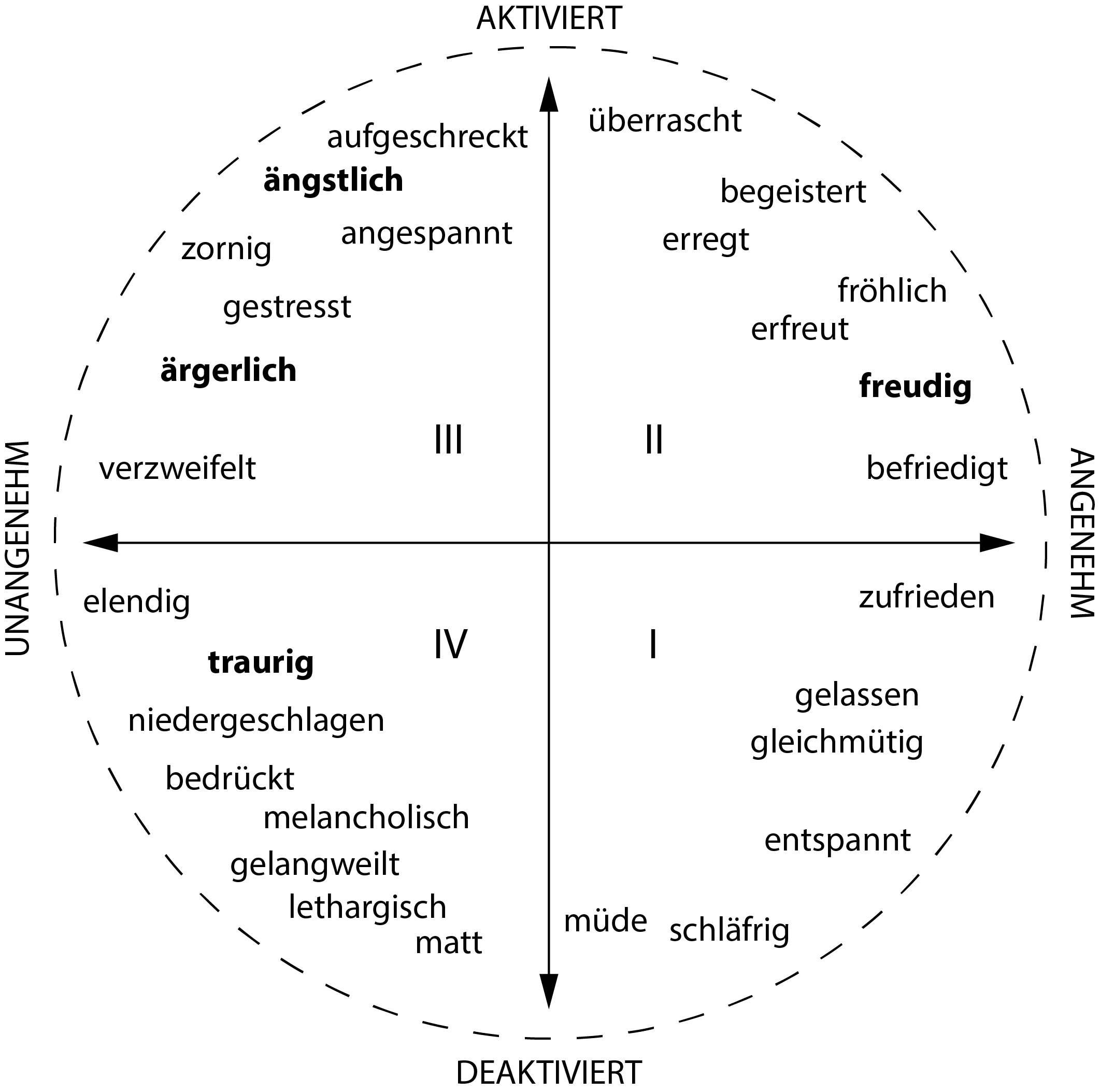
Circumplex-Modell affektiver Zustände mit den vier Basisemotionen Angst, Ärger, Traurigkeit und Freude

Für die wissenschaftliche Untersuchung von Emotionen braucht es ein Ordnungssystem, mit dessen Hilfe emotionale Zustände klassifiziert werden können. Die Emotionspsychologie verfolgt hierbei verschiedene Ansätze:
1. Der diskrete Ansatz sucht nach einer begrenzten Anzahl von Basis- oder primären Emotionen, die klar voneinander abgrenzbar sind und bei allen Menschen auftreten. Die verschiedenen Auflistungen von Basisemotionen unterscheiden sich zum Teil erheblich. In fast allen Listen werden jedoch übereinstimmend folgende vier Basisemotionen aufgeführt: Angst/Furcht, Ärger, Traurigkeit und Freude. Aus der Kombination von Basisemotionen können zusätzliche Emotionen abgeleitet werden.
2. Der dimensionale Ansatz geht davon aus, dass primäre Dimensionen des emotionalen Erlebens existieren, auf denen sich alle emotionalen Zustände verorten lassen. Ein bekanntes Modell ist das Circumplex-Modell. Emotionale Zustände werden um zwei orthogonale Dimensionen (Valenz und Erregung) herum kreisförmig angeordnet.[14] Freude beispielsweise wird als positiver Zustand mittlerer Erregung im Sektor rechts oben verortet.
3. Der modale Ansatz ist bestrebt, verschiedene Aspekte der diskreten und der dimensionalen Modelle zu integrieren.

## Entwicklung
Nach Hellgard Rauh entwickeln sich Emotionen aus drei Verläufen, die bereits beim Säugling zu beobachten sind: Vergnügen und Freude, Ängstlichkeit und Furcht, Wut und Ärger.
Die Differenzierungen, die sich im Verlauf der frühen Kindheit herausbilden, lassen sich in acht Stufen einordnen:
- absolute Reizschranke (1. Monat),
- Hinwendung zur Umwelt (2.–3. Monat),
- Vergnügen an gelungener Assimilation (3.–5. Monat),
- aktive Teilnahme am sozialen Geschehen (6.–9. Monat),
- sozial emotionale Bindung (10.–12. Monat),
- üben und forschen (13.–18. Monat),
- Herausbildung des Selbst (19.–36. Monat),
- Spiel und Fantasie (ab dem 36. Monat).

## Entstehung
Es wird vermutet, dass sich die neuronalen Träger von Emotionen in phylogenetisch älteren Teilen des Gehirns befinden, insbesondere im Limbischen System. Sie besitzen mit ihren neuralen und neuroendokrinen Prozessen eine Schlüsselstellung für das artspezifische Verhalten: Empfindungen wie Hunger, Kälte, Sorgen, Abneigungen, Ängste, Geschlechtstrieb werden in der Theorie Richard Dawkins als genetisch bedingt verstanden. In behaviouristischen Theorien soll der Ausdruck von Emotionen auf ererbten angeborene Reaktionen beruhen, die biologisch vorteilhaft in der Evolution waren und Signalcharakter gegenüber Artgenossen und Mitgliedern anderer Spezies haben.
Aktuelle Emotionen entstehen bei einer Person einerseits aus der Einschätzung von Ereignissen (siehe Tabelle: Unterscheidung von 23 Emotionen nach dem Objekt der Bewertung). Andererseits können Emotionen auch durch eine Wiederherstellung einer früheren emotionalen Bedeutung entstehen. Für die Aktivierung der früheren Emotionen genügt manches Mal ein ähnliches Ereignis oder eine fragmentarische Erinnerung:
Beim Entstehen von Emotionen durch Wiederherstellung ist nämlich zu unterscheiden, ob ein vergangenes Ereignis in einem bestimmten Zusammenhang erlebt wurde, es also im episodischen Gedächtnis gespeichert ist. Oder ob der Bezug zu einer Episode fehlen kann, und bereits Fragmente die Wiederherstellung von Emotionen auslösen können: Ein Kontext fehlt, und ein Wort mag ausreichen, um emotionale Erinnerungen hervorzurufen.
| Ereignisbezogene Emotionen und ihre Bewertung hinsichtlich Wünschen und Zielen | Ereignisbezogene Emotionen und ihre Bewertung hinsichtlich Wünschen und Zielen | Ereignisbezogene Emotionen und ihre Bewertung hinsichtlich Wünschen und Zielen        | Ereignisbezogene Emotionen und ihre Bewertung hinsichtlich Wünschen und Zielen        | Ereignisbezogene Emotionen und ihre Bewertung hinsichtlich Wünschen und Zielen                                                      | Ereignisbezogene Emotionen und ihre Bewertung hinsichtlich Wünschen und Zielen                                 | Handlungsbezogene (Attributions-)Emotionen auf ein Tun oder Lassen durch einen Urheber | Handlungsbezogene (Attributions-)Emotionen auf ein Tun oder Lassen durch einen Urheber | Beziehungsemotionen gegenüber Personen oder Objekten | Beziehungsemotionen gegenüber Personen oder Objekten |
| Empathie-Emotionen Beurteilung eines Ereignisses nach Bedeutung für andere     | Empathie-Emotionen Beurteilung eines Ereignisses nach Bedeutung für andere     | Erwartungsemotionen Ereignisbezogene Emotionen mit einer Erwartungshaltung der Person | Erwartungsemotionen Ereignisbezogene Emotionen mit einer Erwartungshaltung der Person | Wohlergehen- Emotionen d. h. die Bedeutung des Ereignisses für die Person selbst, Erwartungshaltung irrelevant                      | Wohlergehen- Emotionen d. h. die Bedeutung des Ereignisses für die Person selbst, Erwartungshaltung irrelevant | Kriterien sind Normen und Standards und das daraus folgende billigen oder missbilligen | Kriterien sind Normen und Standards und das daraus folgende billigen oder missbilligen | Wertschätzungs- emotionen | Attraktivitäts- emotionen |
| Empathie-Emotionen Beurteilung eines Ereignisses nach Bedeutung für andere     | Empathie-Emotionen Beurteilung eines Ereignisses nach Bedeutung für andere     | Hoffnung                                                                              | Furcht/Angst                                                                          | Wohlergehen- Emotionen d. h. die Bedeutung des Ereignisses für die Person selbst, Erwartungshaltung irrelevant                      | Wohlergehen- Emotionen d. h. die Bedeutung des Ereignisses für die Person selbst, Erwartungshaltung irrelevant | Kriterien sind Normen und Standards und das daraus folgende billigen oder missbilligen | Kriterien sind Normen und Standards und das daraus folgende billigen oder missbilligen | Kriterien sind Werte der bewerteten Person sowie deren subjektive Vorlieben/Abneigungen, entgegen den Werten wird bei Vorlieben kein Konsens unterstellt | Kriterien sind Werte der bewerteten Person sowie deren subjektive Vorlieben/Abneigungen, entgegen den Werten wird bei Vorlieben kein Konsens unterstellt |
| erwünscht                                                                      | unerwünscht                                                                    | erwünscht                                                                             | unerwünscht                                                                           | zufrieden | unzufrieden | Selbst Urheber                                                                         | Andere Urheber                                                                         | Werte | Vorlieben |
| Mitfreude, Neid                                                                | Schaden- freude, Mitleid                                                       | Erwartungsentsprechendes Ereignis → Befriedigung                                      | Erwartungsentsprechendes Ereignis → Befriedigung                                      | Freude, Glück | Trauer, Leid                                                                                                   | Stolz (Billigen), Scham (Miss- billigen)                                               | Billigung (Billigen), Zorn (Miss- billigen)                                            | Bewunderung (Wertschätzen), Verachtung (Geringschätzen)                                                                                                  | Liebe (Mögen), Hass (Nichtmögen) |
| Mitfreude, Neid                                                                | Schaden- freude, Mitleid                                                       | Bei erwartungswidrigem Ereignis oder dessen Nichteintreten                            |                                                                                       | Freude, Glück | Trauer, Leid                                                                                                   | Stolz (Billigen), Scham (Miss- billigen)                                               | Billigung (Billigen), Zorn (Miss- billigen)                                            | Bewunderung (Wertschätzen), Verachtung (Geringschätzen)                                                                                                  | Liebe (Mögen), Hass (Nichtmögen) |
| Mitfreude, Neid                                                                | Schaden- freude, Mitleid                                                       | Enttäuschung                                                                          | Erleichterung                                                                         | Freude, Glück | Trauer, Leid                                                                                                   | Stolz (Billigen), Scham (Miss- billigen)                                               | Billigung (Billigen), Zorn (Miss- billigen)                                            | Bewunderung (Wertschätzen), Verachtung (Geringschätzen)                                                                                                  | Liebe (Mögen), Hass (Nichtmögen) |
|                                                                                |                                                                                |                                                                                       |                                                                                       | Verbindungsemotionen der Wohlergehens- und der Attributionsemotionen (Ereignisse durch einen Urheber mit Bedeutung für mich selbst) | |                                                                                        |                                                                                        | | |
|                                                                                |                                                                                |                                                                                       |                                                                                       | erwünscht | erwünscht | unerwünscht                                                                            | unerwünscht                                                                            | | |
|                                                                                |                                                                                |                                                                                       |                                                                                       | Selbstzufriedenheit (Selbsturheber), Dankbarkeit (andere Urheber)                                                                   | Selbstzufriedenheit (Selbsturheber), Dankbarkeit (andere Urheber)                                              | Selbstunzufriedenheit (Selbsturheber), Ärger (andere Urheber)                          | Selbstunzufriedenheit (Selbsturheber), Ärger (andere Urheber)                          | | |

## Komponenten
Der Lebenszyklus einer Emotion unterteilt sich in sensorische, kognitive, physiologische, motivationale und expressive Komponenten.
In diesem Zusammenhang spielt auch das Konzept der Emotionalen Intelligenz eine Rolle. Die Emotionale Intelligenz beschreibt die Fähigkeit, die eigenen Gefühle und die Gefühle anderer Personen sensorisch wahrzunehmen, kognitiv zu verstehen und expressiv zu beeinflussen. Das Konzept der Emotionalen Intelligenz beruht auf der Theorie der multiplen Intelligenzen von Howard Gardner.

### Sensorische Komponente
Die sensorische Komponente steht am Beginn einer Emotionsentwicklung. Ein erkennendes Subjekt nimmt ein Ereignis (unvollständig) über die Sinne wahr.

### Kognitive Komponente
Über die kognitive Komponente kann das erkennende Subjekt aufgrund seiner subjektiven Erfahrungen mögliche Beziehungen zwischen sich und dem Ereignis erkennen.
Das erkennende Subjekt nimmt anschließend eine subjektive Bewertung der Wahrnehmung des Ereignisses vor. Ein Subjekt kann dabei – je nach persönlichem Weltbild, Wertesystem und aktuellem physiologischem Zustand – auf dasselbe Ereignis mit einer unterschiedlichen Bewertung reagieren.
Die kognitive Komponente unterliegt hierbei kognitiven Verzerrungen wie etwa auch bei der Interpretation lückenhafter sensorischer Informationen, weshalb eine „falsche“ Bewertung durchaus üblich ist.

### Physiologische Komponente
Abhängig vom Ergebnis der subjektiven Bewertung reagiert das Subjekt mit der Ausschüttung bestimmter Neurotransmitter und Hormone und verändert damit seinen physiologischen Zustand. Dieser veränderte Zustand entspricht dem Erleben einer Emotion.
Das Verhältnis von physiologischen und emotionalen Vorgängen wird durch die auf William James und Carl Lange zurückgehende James-Lange-Theorie sowie die auf Walter Cannon und Philip Bard zurückgehende Cannon-Bard-Theorie betrachtet. Nach der älteren Theorie  von James und Lange gehen die physiologischen Veränderungen der eigentlichen Emotion voraus, nach Cannon und Bard verlaufen beide Reaktionen als Folge des Reizes gleichzeitig.
Ein Forscherteam um den Biomediziner Lauri Nummenmaa von der finnischen Aalto-Universität belegt exemplarisch mit 14 Körperkarten die Intensität spezifischer Gefühle in bestimmten Körperregionen und darüber hinaus, dass diese Körperkarten in verschiedenen Kulturkreisen überraschend ähnlich sind.
Die physiologische Reaktion ist allerdings nach der Zwei-Faktoren-Theorie von der jeweiligen Situation und deren kognitiver Bewertung abhängig. Eine bestimmte Reaktion lässt sich nicht in jedem Fall einer Emotion zuordnen. Beispielsweise ist schnelles Herzklopfen beim Jogging eine Folge der Anstrengung, während bei Emotionen wie Wut und Angst schnelles Herzklopfen aus der jeweiligen Bewertung der Wahrnehmung resultiert. Die Intensität der Emotion steht allerdings in einer Interdependenz zur Stärke des physiologischen Reizes (z. B. körperliche Anstrengung verstärkt Wut; umgekehrt bereitet Wut auf körperliche Anstrengung vor).
Nach der appraisal theory von Richard Lazarus entsteht eine Emotion erst dann, wenn ein Umweltstimulus zunächst als relevant (positiv oder gefährlich) oder irrelevant eingestuft wird und daraufhin in einem zweiten Schritt die persönlichen Bewältigungsmöglichkeiten (siehe Coping) eingeschätzt werden. Dazu gehört auch die Frage, wer oder was den Stimulus ausgelöst hat. Diesen beiden Modellen zufolge entsteht die Emotion also erst durch eine kognitive Bewertung. Strittig ist jedoch, ob – wie Lazarus annimmt – eine Emotion auch ohne physiologische Reizung ausgelöst werden kann. Eine ausführliche Beschreibung dieses Modells erfolgt in dem Kapitel „Stressmodelle“.

### Motivationale Komponente
Die motivationale Komponente folgt der Bewertung des Ereignisses und wird vom aktuellen physiologischen (bzw. emotionalen) Zustand moduliert. Die Motivation zu einer bestimmten Handlung einer Person orientiert sich an einem Ist-Soll-Vergleich sowie der Vorhersage der Auswirkung denkbarer Handlungen. Beispielsweise kann die Emotion Wut sowohl in der Motivation zu einer Angriffshandlung (z. B. bei einem vermeintlich unterlegenen Gegner), als auch in der Motivation zu einer Fluchthandlung (z. B. bei einem vermeintlich überlegenen Gegner) resultieren.
Eine Handlung kann der Absicht entstammen, das Erleben einer positiven Emotion (z. B. Freude, Liebe) zu erhalten oder gar zu vergrößern oder das Erleben einer negativen Emotion (z. B. Wut, Ekel, Trauer, Angst) zu dämpfen. Ein Motiv zu einer Handlung besteht nur dann, wenn das Subjekt sich von der Handlung eine Verbesserung seines zukünftigen (emotionalen) Zustands erwartet.

### Expressive Komponente
Die expressive Komponente bezieht sich auf die Ausdrucksweise einer Emotion. Dies betrifft vor allem das nonverbale Verhalten, wie beispielsweise Mimik und Gestik. Seit den Forschungen von Paul Ekman ist bekannt geworden, dass sich elementare Emotionen wie Angst, Freude oder Trauer unabhängig von der jeweiligen Kultur zeigen. Diese Basisemotionen sind eng an gleichzeitig auftretende neuronale Prozesse gekoppelt. Fundamentale Emotionen weisen einen signifikanten Zusammenhang zum dazugehörigen Gesichtsausdruck auf. Zum Beispiel ist Wut stets mit einem Senken und Zusammenziehen der Augenbrauen, schlitzförmigen Augen und einem zusammengepressten Mund verbunden. Dieser mimische Ausdruck der Wut ist universal.
Zugleich kommt die Kulturvergleichende Sozialforschung zum Ergebnis einer fehlenden Deckung des Gefühls und der gezeigten Emotion. Die resultierende Unterscheidung betont die Innerlichkeit eines Gefühls gegenüber dem beobachtbaren Ausdruck von Emotionen, der von kulturellen Faktoren beeinflusst wird.

## Einfluss von Emotionen

### Aufmerksamkeit
Emotional relevante Inhalte lenken Aufmerksamkeit auf sich. Der Zusammenhang zwischen Aufmerksamkeit und Emotion wird in vielen Emotionstheorien genannt. So führte LeDoux auf, dass die Verarbeitung mancher Reize oft ohne bewusste Wahrnehmung abläuft. Besonders angsteinflößende Reize stehen in einem starken Zusammenhang mit der Aufmerksamkeit. So zeigt ein Experiment, dass ein ärgerliches Gesicht in einer Menge neutraler Gesichter leichter erkannt wird als ein fröhliches (face in the crowd effect).

Dotprobe-Aufgabe Beispiel

Eine neuere Methode um den Zusammenhang zwischen Aufmerksamkeit und Emotionen zu ermitteln ist die Dotprobe-Aufgabe. Teilnehmern wird je ein neutrales Wort und ein emotional relevantes Wort auf einem Bildschirm gezeigt. Anschließend erscheint ein Punkt an einer der beiden Stellen, an denen zuvor ein Wort erschien, auf den sie reagieren sollen. Es stellte sich heraus, dass Teilnehmer schneller reagieren wenn der Punkt an der Stelle des emotional relevanten Wortes erscheint. Besonders ängstliche Personen lenken die Aufmerksamkeit verstärkt auf den emotional relevanten, oft negativ besetzten Reiz.

### Gedächtnis
Ereignisse, die emotional relevant sind, prägen sich besonders tief in unser Gedächtnis. Erlebnisse aus der Kindheit, die mit starken Emotionen verbunden sind, bleiben also stärker im Gedächtnis als andere. Zwischen der Amygdala, die für emotionale Bewertung von Reizen verantwortlich ist und dem Hippocampus, der für unsere Erinnerungen verantwortlich ist, besteht enge Verbindung. Menschen mit Schädigungen an dem Hippocampus sind automatisch in ihrem Gefühls- und Sozialverhalten eingeschränkt (Urbach-Wiethe-Syndrom). Es ist allerdings ungeklärt, ob man sich eher an positive oder negative Ereignisse erinnert.
Erregung ist ein wichtiges Element der Gedächtnisleistung. Erregung geht mit Emotionen einher. Starke Erregung führt kurzzeitig zu einer Verschlechterung der Gedächtnisleistung, auf lange Zeit allerdings zu einer Verbesserung. Bei Verarbeitung starker emotionaler Erregung sind Hormone und Neurotransmitter wie Adrenalin von Bedeutung, die die Signalübertragung zwischen Nervenzellen beeinflussen.
Inhalte, die hinsichtlich ihrer Bedeutung mit der persönlichen, momentanen Emotion übereinstimmen, bleiben eher im Gedächtnis als neutrale Inhalte (Stimmungskongruenz). Ähnlich besagt das Konzept des zustandsabhängigen Lernens, dass man sich leichter an Inhalte erinnert, wenn sie in dem emotionalen Zustand abgerufen werden, der herrschte, als sie gelernt wurden. Diese beiden Phänomene lassen sich mit der Netzwerktheorie des Gedächtnisses erklären: Emotionen sind mit Gedächtnis- und Wissensinhalten als Knoten in einem Netzwerk verbunden. Wird eine Emotion aktiviert, werden automatisch auch die anderen Knoten aktiviert und der Zugang zu diesen Inhalten ist somit leichter.

### Urteile und Entscheidungen
Emotionen beeinflussen die Beurteilung, ob etwas positiv oder negativ, nützlich oder bedrohlich ist. Beurteilungen fallen dabei positiver aus, wenn die Stimmung positiv ist. Befindet man sich in einer positiven Stimmung, werden positive Ereignisse für wahrscheinlicher gehalten. Aber nicht nur Beurteilungen über die Umwelt fallen positiver aus, sondern auch Beurteilungen, die die Person selbst betreffen. Gleichzeitig führt positive Stimmung oft zu risikoreichen Entscheidungen, da das Risiko eines negativen Ausgangs der Situation gerne unterschätzt wird.
Emotionen werden zudem oft als Informationen verstanden, da Emotionen häufig durch Bewertungen entstehen und obendrein Informationen über das Ergebnis dieser Bewertung geben. So führen Emotionen zu selektiven Zugriffen auf das Gedächtnis. Befindet man sich beispielsweise in einer negativen Stimmung, ist es auch sehr wahrscheinlich, dass negative Inhalte der eigenen Biographie präsenter sind als positive Inhalte. Urteile oder Bewertungen werden also dahingehend beeinflusst, dass Emotionen den bevorzugten Zugriff auf Informationen im Gedächtnis veranlassen. Solche Bewertungen können auf Fehlattributen basieren. Das heißt, Emotionen werden auf falsche Ursachen zurückgeführt bzw. auf Ursachen, die nicht für die jeweilige Emotion maßgeblich sind. In Fällen, bei denen für Entscheidungen mehrere Informationen mit einbezogen sind, benötigen Versuchsteilnehmer, die positiv gestimmt sind, weniger Informationen, um eine Entscheidung zu treffen. Außerdem fällt die Entscheidung schneller als bei neutral gestimmten Menschen.

### Problemlösen
Ähnlich wie im Fall des Entscheidens benötigen positiv gestimmte Menschen weniger Informationen für das Lösen von Problemen und schlagen direktere Problemlösewege ein. Sie haben einen erweiterten Blickwinkel als negativ gestimmte Menschen und verfügen über mehr Kreativität. Positiv gestimmte Menschen betrachten eher das Globale, während negativ gestimmte Menschen den Blick auf das Detail lenken. Aber auch andersherum hat der Aufmerksamkeitsfokus Einfluss auf die Identifikation von Emotionen. Menschen, die auf das große Ganze achten, erkennen positive Gesichter in einer Menge von Gesichtern leichter, während Menschen mit dem Blick auf das Detail negative Gesichter leichter erkennen.

### Gesundheit
Der Einfluss von Emotionen auf das Gehirn bringt zudem Auswirkungen auf das Immunsystem hervor. Eine Disziplin, die diese Wechselwirkung zwischen Geist und Körper erforscht, ist die Psychoneuroimmunologie. Negativ gestimmte Menschen sind anfälliger für Erkältungen, und Operationswunden bei negativ gestimmten Menschen heilen langsamer. Die psychologische Erklärung für diese Wirkung von negativen Emotionen auf das Immunsystem lautet, dass viel Energie benötigt wird, um Krankheiten abzuwehren und negative Emotionen zu Energiemangel und Erschöpfung führen. Somit sind negativ gestimmte Menschen anfälliger für Krankheiten. Studien belegen, dass negative Gefühle wie Wut oder Pessimismus auf Dauer das Risiko für Erkrankungen der Herzgefäße erhöhen. Diese Gefühle zu unterdrücken, steigert das Risiko allerdings noch mehr. Auch bei affektiven Störungen wie zum Beispiel Depressionen haben Emotionen einen großen Einfluss. Die Beeinträchtigung von Emotionen ist hier eine von vielen Ursachen der Störung. Zudem bestätigten Untersuchungen, dass die Gefahr, an einem Herzinfarkt zu sterben, bei depressiven Menschen mehr als doppelt so groß ist wie bei Menschen ohne Depressionen. Forscher vermuten, dass negative Gefühle zu einer anhaltenden Entzündung führen und daraus Krankheitsbilder wie Herzerkrankungen sowie Depressionen resultieren.

## Anwendungen der Emotionsforschung
Emotion spielt in vielen angewandten Bereichen eine herausragende Rolle. Mit dem Begriff Emotionsregulation (oder Affektregulation) werden allgemein alle Prozesse bezeichnet, die der mentalen Verarbeitung emotionaler Zustände dienen (z. B. „Impulskontrolle“, „Desensibilisierung“). Bei psychischen Störungen sind emotionale oder affektive Symptome oft das zentrale Problem. In der Psychotherapie sind Emotionen wichtig für die längerfristige Veränderung von Erleben und Verhalten.
Die Werbepsychologie und Verkaufspsychologie versuchen, manipulativ vor allem positive Emotionen im Zusammenhang mit den angepriesenen Produkten zu erzeugen, um eine bessere Bewertung durch den Kunden zu erreichen. Allgemein ist das gezielte Hervorrufen von Emotionen ein Mittel, das Erleben und Verhalten von Menschen und Tieren zu verändern. Umgekehrt kann emotionale Manipulation durch intensives psychisches sowie physisches Training stark beeinflusst, ja sogar unterbunden werden.

## Die „Rationalisierung“ der Emotionen
Seit der appraisal theory von Richard Lazarus befindet sich die Emotionsforschung auf dem Wege zu einer Rationalisierung der Emotionen. Während diese früher als gefährlich und irrational galten, werden sie heute als nützliche und verlässliche Wegweiser betrachtet, wie z. B. die verbreitete Verwendung des Terminus „Emotionale Intelligenz“ zeigt. Die Sozialhistorikerin Joanna Bourke wie der Philosoph Martin Hartmann warnen vor einer solchen „Überrationalisierung“ der Emotionen. Diese wurden durch den emotional turn, der gegen die Dominanz der Herrschaft der Rationalität angetreten war, rehabilitiert, jedoch durch eine paradoxe Wende, indem gerade die rationalen Elemente der Emotionen hervorgehoben wurden. Rüdiger Schnell argumentiert, dass die Tatsache, dass Emotionen von Kognitionen begleitet sind, mit der Annahme verwechselt wird, sie seien stets rational. „Rationale Emotionen“ seien aber die erwartbaren, verstehbaren Emotionen im Gegensatz zu irrationalen, nicht nachvollziehbaren Gefühlen.

## Emotionsbewirtschaftung durch Medien und Politik
In der Politik und in den Medien geht es eher darum, negative Emotionen und Ängste zu vermeiden bzw. aufzugreifen und umzulenken oder aber positive Emotionen zu verstärken („Emotionsbewirtschaftung“). Der Begriff der Emotionsbewirtschaftung ist nicht – wie oft vermutet – eine Neuprägung des Jahres 2018 von Eva Glawischnig, sondern wurde bereits früher in Bezug auf die Medienwirtschaft, vor allem für die Strategien der Boulevardzeitungen zur Auflagensteigerung sowie für emotionsbasierte Strategien einer populistischen Politik gebraucht.
Eine noch gezieltere Emotionsbewirtschaftung wird im Zusammenhang mit dem Aufstieg der populistischen Parteien gefordert. So sieht der Schweizer Politik- und Medienwissenschaftler Lukas Goldner die Notwendigkeit einer stärkeren Emotionsbewirtschaftung der Diskussionen in den sozialen Medien durch die etablierte Presse, was das Vertrauen in die Zuverlässigkeit ihrer Informationspolitik stärken könne. Emotionen hätten zwar einen schlechten Ruf, und Wut sei tatsächlich die in den sozialen Medien am häufigsten geäußerte Emotion. Zwar sei die Diskussion in der Schweiz „von den normativen Forderungen von Jürgen Habermas und seinen Ansprüchen an Argumente und den Austausch von Argumenten geprägt. Mit der Vorstellung eines herrschaftsfreien Diskurses sperrte Habermas mit der Herrschaft auch gleich Emotionen aus.“ Durch Emotionsbewirtschaftung in den sozialen Medien, die die Menschen direkter und emotionaler ansprechen als die klassischen Medien, könne nun jedoch angesichts eines zunehmend emotionalisierten Publikums die Aufmerksamkeit gelenkt und zielgerichtet mobilisiert werden, etwa in Richtung von mehr Partizipation. Eine solche Medienpädagogik fördere aufgeklärte Entscheidungen: Die Emotionsbewirtschaftung auf Social Media diene „als Katalysator und fördert den Konsum etablierter Medienmarken zur vertieften Informationsbeschaffung“.
Seit etwa 2015 steht das Management von Ängsten im Mittelpunkt der Emotionsbewirtschaftung der Medien und der Politik. Das Schlagwort „Ängste der Menschen ernst nehmen“ ist mindestens seit der Nuklearkatastrophe von Fukushima und der Flüchtlingskrise in Europa ab 2015 in der politischen Semantik Deutschlands, aber auch in der Schweiz – dort etwa bezogen auf Ängste angesichts der Globalisierung oder den Bau von Minaretten – und Österreich – so mit Blick auf die Entleerung des ländlichen Raums – zum Standardtopos der Politik geworden.
Zwar wurden bereits früher politische Forderungen in Gefühlskategorien artikuliert wie in den Anti-Atom-, Nachrüstungs- und Ökologiedebatten der 1960er bis 1990er Jahre. Damals versuchte die Politik teils mit Erfolg, durch Strategien der „Normalisierung“ der Risiken (z. B. durch Vermeidung der Darstellung der Folgen höherer ionisierender Strahlendosen und Betonung der Zivilschutzanstrengungen) Ängste oder zumindest Panik zu vermeiden. Niklas Luhmann wies darauf hin, dass die Kommunikation von Ängsten („Angstkommunikation“) ansteckend wirkt, insofern sie nicht nur (individuell) Angst auslöst, sondern auch im Kommunikationssystem zu einer Systembildung führen kann, die nicht mehr unterdrückt werden kann und sich ausbreitet. Dementsprechend wurden die Risiken vieler Menschen von der Politik lange Zeit dethematisiert und ihre Ängste delegitimiert.
Während die Kritiker ihre Ängste als Realangst verteidigten, griff die Politik oft auf psychiatrische Kategorien zurück und sprach von der „Angstneurose“ der Kritiker, um die Kommunikation über die Risiken und Sachprobleme zu umgehen. Das machte z. B. Peter Hintze auf dem CDU-Parteitag 1993, während in der Rede von Dirk Fischer auf diesem Parteitag schon der Topos von den ernstzunehmenden Ängsten auftaucht – damals bezogen auf die steigende Angst der Rentner vor Wohnungseinbrüchen.
Heute haben sich die Normalisierungsstrategien von Risiken und damit verbundene Delegitimierungsstrategien von Emotionen als weitgehend wirkungslos herausgestellt. Die Politik könne beispielsweise die „lästigen Fragen nach den Kosten der Atommüll-Endlagerung, nach der Pfuscherei der Betreiberfirmen, nach den unter den Teppich gekehrten Störfällen“ nicht wirklich beantworten; sie wolle „nicht darüber reden, wie die Risikokosten verstaatlicht und die Gewinne privatisiert werden. Angesichts der Ausmaße der japanischen Katastrophe von Fukushima sind auch «kalte» Fragen zur Verfilzung von Atomindustrie und Politik in Japan völlig geschmacklos“. Stattdessen rede die Politik über „Ängste, was einfühlsam klingt“, aber eine „paternalistische Emotionsbewirtschaftung“ darstelle. Damit die Strategie wirke, brauche es „Bürger, die sich daran gewöhnt haben, ihre politischen Forderungen in Gefühlskategorien zu artikulieren“ wie etwa die Schweizer „Minarettphobiker“. Gerade die Linke sei allerdings mit dem Schüren von Emotionen in eine Falle getappt, „an der sie selbst mitgebastelt hatte: die Verwandlung von Politik in Sozialarbeit und von Bürgern in Klienten, die man «dort abholen muss, wo sie stehen». Gefühlsmässig.“
Die Formen der Emotionsbewirtschaftung durch Presse und Politik folgten selbst der Logik des Populismus, was die frühere Bundesobfrau der österreichischen Grünen Eva Glawischnig im Hinblick auf deren Politik selbstkritisch einräumt.
Tom Strohschneider weist darauf hin, dass auch das frühzeitige Reden über eine kommende Krise (wie etwa seit Herbst 2018) eine Form der Emotionsbewirtschaftung darstellt, auf der „jeder seine Suppe darauf kochen“ kann: von Anlageberatern über die Forderung der Wirtschaft nach Steuersenkungen bis hin zu „Verteilungs-Bremsern“ und der Linken, die die Verelendung kommen sieht. Der Überschuss an Vorwarnung „könnte einen Herdentrieb des Pessimismus in Gang setzen, der dann erst recht die Krise beschleunigt“, wobei die Linke davon in keiner Weise profitieren dürfte.
Ein Beispiel für das Anknüpfen der Politik an diffus-positive Emotionen ist die Wiederentdeckung des Begriffs der „Heimat“, der in die Namen von deutschen Bundes- und Landesministerien und als politisches Schlagwort in die Diskussion Einzug gehalten hat. Hier werde der Romantik-Spezialistin Susanne Scharnowski zufolge ein eigentlich positiv besetzter Begriff „als neoidealistische Gefühlsblase bewirtschaftet“, wobei unklar bleibt, welche Probleme mit der Umbenennung des Ministeriums wirklich angepackt werden sollen. Zu dieser Variante von Emotionsbewirtschaftung ist auch die zunehmend mit Wohlfühladjektiven gespickte politische Semantik zu rechnen, wie sie beim „Gute-KiTa-Gesetz“ (offiziell: „Gesetz zur Weiterentwicklung der Qualität und zur Teilhabe in der Kindertagesbetreuung“), „Starke-Familien-Gesetz“ (offiziell: „Gesetz zur zielgenauen Stärkung von Familien und ihren Kindern durch die Neugestaltung des Kinderzuschlags und die Verbesserung der Leistungen für Bildung und Teilhabe (Starke-Familien-Gesetz – StaFamG)“) oder „Patientendaten-Schutz-Gesetz“ zur Anwendung gelangt, siehe auch Neusprech.